# Eucalyptus leucoxylon
Eucalyptus leucoxylon és una espècie fanerògama de la família de les mirtàcies.

## Distribució i hàbitat
E. leucoxylon està àmpliament distribuïda a les planes i a prop de les serralades, o a la costa del sud d'Austràlia on s'estén fins a la meitat oest de Victòria. Es troba en boscos coberts d'herba sobre terra franca moderadament fèrtil o sòls al·luvials.

## Descripció
És un arbre de mida petita a mitjana (fins a 15 m d'alçada) amb una escorça rugosa a la part baixa i el tronc mesura d'1 a 2 m, i a la part alta l'escorça es torna llisa amb una superfície blanca, groga o verda blavosa. Les fulles són pedunculars, lanceolades, de 13 x 2,5 cm, concoloroses, opaques i verdes. Les seves flors són pol·linitzades per ocells, i floreix a l'hivern produint unes flors que poden ser roses, blanques o vermelles. El fruit és globós o semiesfèric, de 8 a 11 mm de llargada i de 8 a 10 mm de diàmetre.

## Usos
Aquesta espècie d'eucaliptus té una alta concentració de cineol o eucaliptol, utilitzat per la indústria farmacèutica. També s'ha trobat que el seu oli essencial té una alta capacitat fumigadora de plagues d'insectes que ataquen a cultius.

## Taxonomia

### Etimologia
- Eucalyptus: prové del grec kaliptos, "cobert", i el prefix eu-, "bé", en referència a l'estructura llenyosa que cobreix i dona protecció a les seves flors.[2]
- leucoxylon: epítet que prové del grec euco, "blanc", i xilon, "fusta", fent referència al color de la fusta.[3]

#### Varietats
Aquesta espècie ha estat dividida en nombroses varietats i subespècies. Una espectacular forma de procedència incerta, Eucalyptus leucoxylon rosea és àmpliament cultivada com a planta ornamental. Aquesta floreix profusament a l'hivern. A més, la seva mida és major que la de les altres varietats.
subsp. leucoxylon
- Eucalyptus leucoxylon subsp. connata Rule
- Eucalyptus leucoxylon var. angulata Benth.
- Eucalyptus leucoxylon var. erythrostema F.Muell. ex Miq.
- Eucalyptus leucoxylon var. rostellata Miq.
- Eucalyptus leucoxylon var. rugulosa Miq.

subsp. pruinosa (F.Muell. ex Miq.) Boland
- Eucalyptus leucoxylon subsp. bellarinensis Rule
- Eucalyptus leucoxylon subsp. megalocarpa Boland
- Eucalyptus leucoxylon var. macrocarpa J.E.Br.
- Eucalyptus leucoxylon var. pauperita J.E.Br.
- Eucalyptus leucoxylon var. pruinosa F.Muell. ex Miq.

subsp. stephaniae Rule

## Galeria

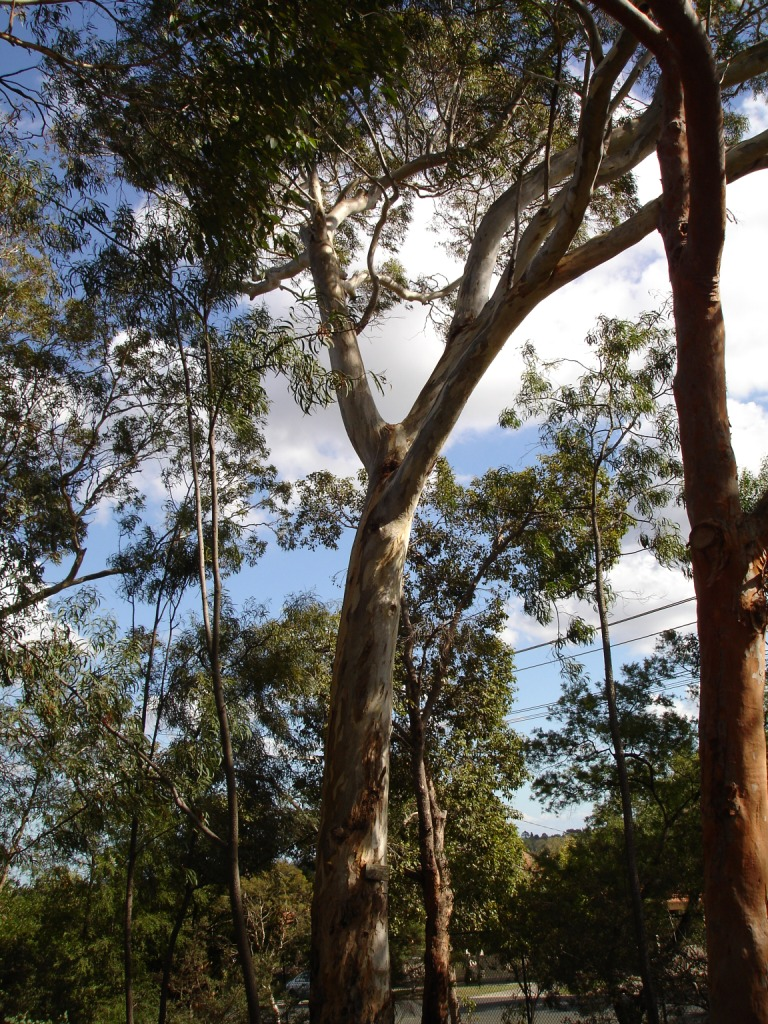
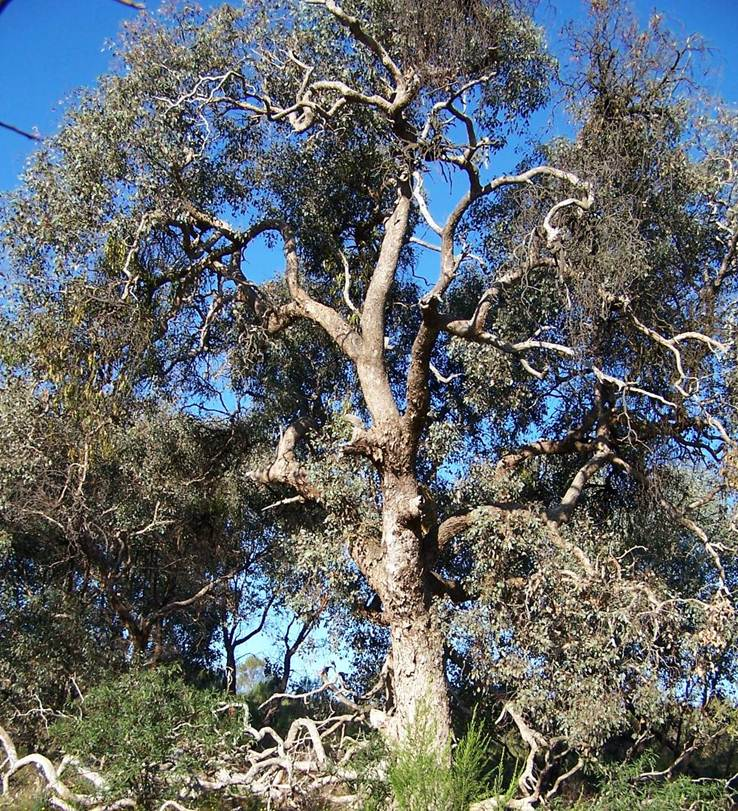
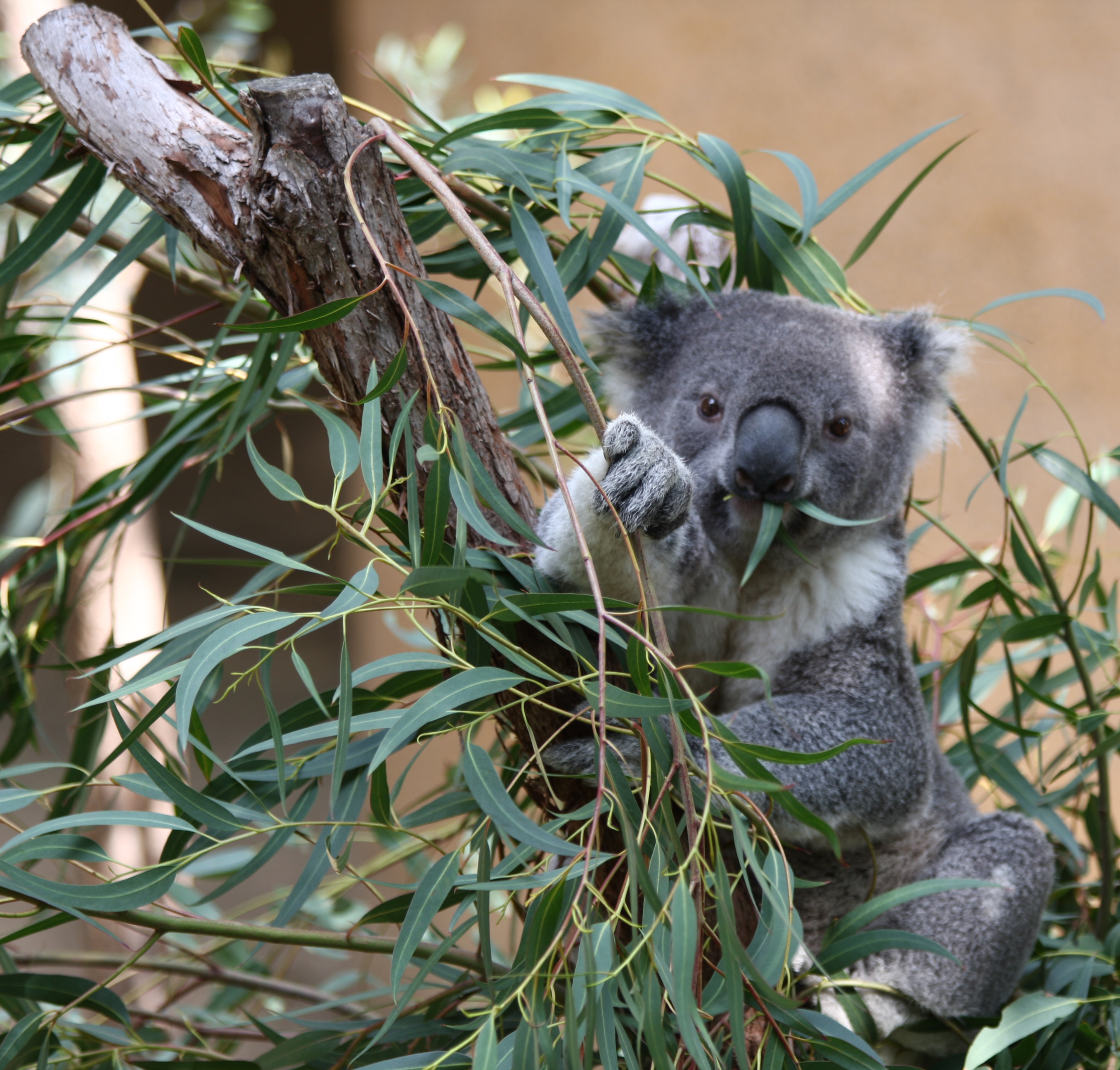
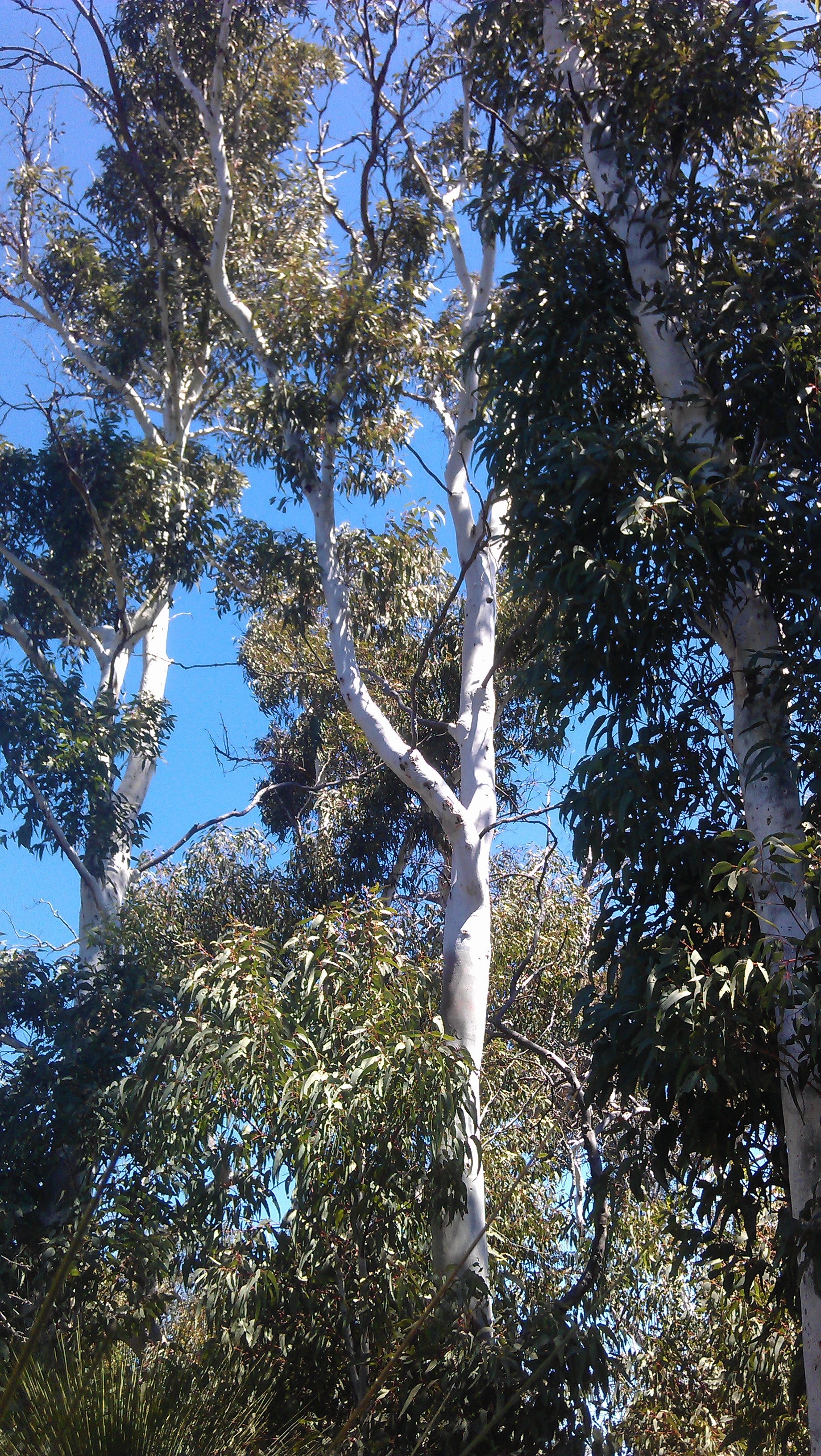

#### Sinonímia
- Eucalyptus leucoxylon var. rubra Guilf.
- Eucalyptus leucoxylon var. rosea hort.[5]